# Arcidiocesi di Varsavia
L'arcidiocesi di Varsavia (in latino Archidioecesis Varsaviensis) è una sede metropolitana della Chiesa cattolica in Polonia. Nel 2022 contava 1.464.220 battezzati su 1.569.718 abitanti. È retta dall'arcivescovo Adrian Józef Galbas, S.A.C.

## Territorio
L'arcidiocesi comprende 3.350 km² nel voivodato della Masovia. Appartiene all'arcidiocesi solo la parte della città di Varsavia situata ad ovest del fiume Vistola, mentre quella situata ad est del fiume è sotto la giurisdizione della diocesi di Varsavia-Praga.
Il territorio è suddiviso in 25 decanati e in 214 parrocchie. La cattedrale dell'arcidiocesi è dedicata a San Giovanni Battista. Oltre alla cattedrale, il territorio comprende altre due basiliche minori: la basilica della Santa Croce e la basilica dell'Immacolata.

### Provincia ecclesiastica
La provincia ecclesiastica di Varsavia, istituita nel 1818, comprende due suffraganee:
- la diocesi di Płock, eretta nel X secolo;
- la diocesi di Varsavia-Praga, eretta nel 1992.

## Storia
Nel corso dell'XI secolo furono definiti i confini tra la diocesi di Poznań e l'arcidiocesi di Gniezno. La sede di Poznań si estendeva sulla Grande Polonia, ma comprendeva anche una parte della Masovia; i due territori non erano contigui tra loro ed erano separati dal territorio della sede di Gniezno. La regione della Masovia divenne un arcidiaconato della diocesi di Poznań e la chiesa principale era quella di San Giovanni Battista a Varsavia. Poiché con il passare del tempo Varsavia cominciò a svolgere un ruolo di primo piano nello stato come sede del re, della corte e centro della vita politica, a partire dal XVII secolo i vescovi di Poznań soggiornarono sempre più spesso nella capitale dello stato e avevano qui la loro residenza. Non di rado durante il XVIII secolo i vescovi portavano il doppio titolo di vescovi di Poznań e Varsavia.
In seguito alla seconda spartizione della Polonia (1793), l'arcidiaconato di Varsavia restò nella Confederazione polacco-lituana, mentre il resto della diocesi di Poznań entrò a far parte del regno di Prussia. Il 12 gennaio 1794 in forza del decreto Quam Eminentissimus l'arcidiaconato di Varsavia fu dato in amministrazione tam spiritualibus quam temporalibus agli arcivescovi di Gniezno.
Il 16 ottobre 1798, con la bolla Ad universam agri di papa Pio VI l'arcidiaconato fu reso indipendente con l'erezione della diocesi di Varsavia, costituita da 7 decanati per un totale di 108 parrocchie. Il 9 settembre 1800, con il breve Ad universam gregis di papa Pio VII, alla diocesi furono annesse 7 parrocchie della diocesi di Płock sulla riva destra della Vistola, tra cui quella di Praga.
Il 12 marzo 1818 con la bolla Militantis Ecclesiae regimini di papa Pio VII la diocesi fu elevata al rango di sede metropolitana. Il 30 giugno successivo, in forza della bolla Ex imposita nobis dello stesso Pio VII, le furono assegnate come suffraganee tutte le diocesi del cosiddetto Regno del Congresso, stato vassallo sotto controllo dell'Impero russo istituito dopo il congresso di Vienna, ossia le diocesi di Lublino, Sandomierz, Włocławek, Płock, Janów o Podlachia, Sejny o Augustów e Cracovia. Contestualmente i territori di queste diocesi furono fatti coincidere con i voivodati in cui era suddiviso il regno polacco: l'arcidiocesi di Varsavia comprendeva il voivodato della Masovia.
Il 6 ottobre 1818, con la bolla Romani pontifices, Pio VII conferì agli arcivescovi di Varsavia il titolo di primate del Regno di Polonia (ossia il regno del Congresso).
Nel 1863, dopo la Rivolta di Gennaio l'arcivescovo Zygmunt Szczęsny Feliński fu deportato a Jaroslavl' in Russia, fino al 1883 quando un accordo tra lo zar e la Santa Sede pose fine all'esilio. Allora l'arcivescovo si dimise dall'incarico a Varsavia e la Santa Sede elesse un nuovo arcivescovo per Varsavia.
Il 10 dicembre 1920 cedette una porzione di territorio a vantaggio dell'erezione della diocesi di Łódź (oggi arcidiocesi).
Il 28 ottobre 1925 con la bolla Vixdum Poloniae unitas di papa Pio XI furono riorganizzate le circoscrizioni ecclesiastiche polacche di rito latino: l'arcidiocesi di Varsavia ebbe come suffraganee le diocesi di Płock, Sandomierz, Lublino, Łódź e Siedlce.
Dal 1946 al 1992 fu unita in persona episcopi alla sede primaziale di Gniezno.
Il 25 marzo 1992 nell'ambito della riorganizzazione delle diocesi polacche voluta da papa Giovanni Paolo II con la bolla Totus tuus Poloniae populus, ha ceduto porzioni del suo territorio a vantaggio dell'erezione delle diocesi di Łowicz e di Varsavia-Praga.

## Cronotassi dei vescovi
Si omettono i periodi di sede vacante non superiori ai 2 anni o non storicamente accertati.
- Józef Miaskowski † (29 ottobre 1798 - 16 novembre 1804 deceduto)
  - Sede vacante (1804-1818)
  - Ignacy Raczyński † (17 giugno 1806 - 1816 dimesso)[15] (amministratore apostolico)
  - Andrzej Wołłowicz † (8 marzo 1816 - 2 ottobre 1818)[16] (amministratore apostolico)
- Franciszek Skarbek von Malczewski † (2 ottobre 1818 - 18 aprile 1819 deceduto)
- Szczepan Hołowczyc † (17 dicembre 1819 - 27 agosto 1823 deceduto)
- Wojciech Skarszewski † (12 luglio 1824 - 12 giugno 1827 deceduto)
- Jan Paweł Woronicz † (28 gennaio 1828 - 6 dicembre 1829 deceduto)
  - Sede vacante (1829-1836)
  - Edward Czarnecki, Sch.P. † (1829 - 1831 deceduto) (amministratore apostolico)
  - Adam Paszkowicz † (1831 - 1833) (amministratore apostolico)
  - Paweł Straszyński † (16 ottobre 1833 - 21 novembre 1836 nominato vescovo di Augustów) (vicario capitolare)
- Stanisław Kostka Choromański † (21 novembre 1836 - 21 febbraio 1838 deceduto)
  - Sede vacante (1838-1856)
  - Tomasz Chmielewski † (1838 - 30 luglio 1844 deceduto) (vicario capitolare)
  - Antoni Melchior Fijałkowski † (1844 - 18 settembre 1856 nominato arcivescovo) (amministratore apostolico)
- Antoni Melchior Fijałkowski† (18 settembre 1856 - 5 ottobre 1861 deceduto)
- San Zygmunt Szczęsny Feliński † (6 gennaio 1862 - 15 marzo 1883 dimesso[17])
- Wincenty Teofil Popiel † (15 marzo 1883 - 7 dicembre 1912 deceduto)
- Aleksander Kakowski † (7 maggio 1913 - 30 dicembre 1938 deceduto)
  - Sede vacante (1938-1946)
- August Hlond, S.D.B. † (13 giugno 1946 - 22 ottobre 1948 deceduto)
- Beato Stefan Wyszyński † (12 novembre 1948 - 28 maggio 1981 deceduto)
- Józef Glemp † (7 luglio 1981 - 6 dicembre 2006 ritirato)
- Stanisław Wojciech Wielgus (6 dicembre 2006 - 6 gennaio 2007 dimesso[18])
- Kazimierz Nycz (3 marzo 2007 - 4 novembre 2024 dimesso)
- Adrian Józef Galbas, S.A.C., dal 4 novembre 2024

## Statistiche
L'arcidiocesi nel 2022 su una popolazione di 1.569.718 persone contava 1.464.220 battezzati, corrispondenti al 93,3% del totale.
| anno | popolazione | popolazione | popolazione | presbiteri | presbiteri | presbiteri | presbiteri                | diaconi | religiosi | religiosi | parrocchie |
| anno | battezzati  | totale      | %           | numero     | secolari   | regolari   | battezzati per presbitero | diaconi | uomini    | donne     | parrocchie |
| ---- | ----------- | ----------- | ----------- | ---------- | ---------- | ---------- | ------------------------- | ------- | --------- | --------- | ---------- |
| 1950 | 1.600.000   | 1.875.000   | 85,3        | 657        | 478        | 179        | 2.435                     |         | 569       | 1.948     | 278        |
| 1970 | 2.700.000   | 3.100.000   | 87,1        | 1.400      | 915        | 485        | 1.928                     |         | 896       | 3.529     | 309        |
| 1980 | 3.170.390   | 3.463.290   | 91,5        | 1.502      | 1.017      | 485        | 2.110                     |         | 1.002     | 3.418     | 366        |
| 1990 | 2.985.000   | 3.110.000   | 96,0        | 1.617      | 1.129      | 488        | 1.846                     |         | 924       | 4.560     | 440        |
| 1999 | 1.445.000   | 1.523.000   | 94,9        | 1.034      | 625        | 409        | 1.397                     |         | 918       | 2.516     | 198        |
| 2000 | 1.435.000   | 1.525.000   | 94,1        | 1.025      | 636        | 389        | 1.400                     |         | 830       | 2.524     | 200        |
| 2001 | 1.435.950   | 1.525.000   | 94,2        | 1.120      | 648        | 472        | 1.282                     |         | 916       | 2.363     | 203        |
| 2002 | 1.436.225   | 1.525.000   | 94,2        | 1.114      | 661        | 453        | 1.289                     |         | 900       | 2.378     | 209        |
| 2003 | 1.437.450   | 1.525.420   | 94,2        | 1.106      | 673        | 433        | 1.299                     |         | 876       | 2.375     | 210        |
| 2004 | 1.438.200   | 1.533.000   | 93,8        | 1.154      | 674        | 480        | 1.246                     |         | 929       | 2.098     | 210        |
| 2010 | 1.426.000   | 1.540.000   | 92,6        | 1.245      | 729        | 516        | 1.145                     | 1       | 849       | 1.816     | 210        |
| 2014 | 1.425.000   | 1.540.000   | 92,5        | 1.192      | 759        | 433        | 1.195                     | 2       | 686       | 1.913     | 211        |
| 2017 | 1.424.000   | 1.539.000   | 92,5        | 1.292      | 780        | 512        | 1.102                     | 3       | 716       | 1.843     | 212        |
| 2020 | 1.467.000   | 1.558.000   | 94,2        | 1.312      | 796        | 516        | 1.118                     | 2       | 720       | 1.839     | 214        |
| 2022 | 1.464.220   | 1.569.718   | 93,3        | 1.305      | 798        | 507        | 1.122                     | 3       | 726       | 1.800     | 214        |

## Istituti religiosi presenti in arcidiocesi
Istituti maschili
- Chierici regolari di San Paolo
- Chierici regolari ministri degli infermi
- Chierici regolari poveri della Madre di Dio delle scuole pie
- Compagnia di Gesù
- Congregazione dei chierici mariani
- Congregazione dei Sacri Cuori
- Congregazione del Santissimo Redentore
- Congregazione della missione
- Congregazione di San Michele Arcangelo
- Fratelli del Cuore di Gesù
- Fratelli delle scuole cristiane
- Istituto missioni Consolata
- Missionari d'Africa
- Missionari del Preziosissimo Sangue
- Missionari di Nostra Signora di La Salette
- Missionari oblati di Maria Immacolata
- Monaci di San Paolo primo eremita
- Ordine basiliano di San Giosafat
- Ordine dei carmelitani scalzi
- Ordine dei frati minori
- Ordine dei frati minori cappuccini
- Ordine dei frati minori conventuali
- Ordine dei frati predicatori
- Ordine di Sant'Agostino
- Ordine ospedaliero di San Giovanni di Dio
- Piccola opera della Divina Provvidenza
- Rogazionisti del Cuore di Gesù
- Sacerdoti del Sacro Cuore di Gesù
- Società del Divin Salvatore
- Società dell'apostolato cattolico
- Società di Cristo per gli emigrati della Polonia
- Società di Maria
- Società salesiana di San Giovanni Bosco
- Società San Paolo

Istituti femminili
- Ancelle del Sacro Cuore di Gesù
- Ancelle della Madre del Buon Pastore
- Benedettine dell'adorazione perpetua del Santissimo Sacramento
- Carmelitane scalze
- Clarisse cappuccine
- Domenicane
- Figlie della Beata Vergine Maria Addolorata
- Figlie della Carità di San Vincenzo de' Paoli
- Figlie della Divina Carità
- Figlie di Maria Ausiliatrice
- Figlie di San Francesco Serafico
- Francescane ancelle della Croce di Laski
- Missionarie della Carità
- Ordine della Visitazione di Santa Maria
- Orsoline dell'Unione Romana
- Pia società figlie di San Paolo
- Pie discepole del Divin Maestro
- Piccole ancelle dell'Immacolata Concezione
- Piccole suore del Cuore Immacolato di Maria
- Piccole suore missionarie della carità
- Società del Sacro Cuore di Gesù
- Suore adoratrici del Sangue di Cristo
- Suore ancelle della Genitrice di Dio Vergine Immacolata Concezione
- Suore ancelle di Gesù
- Suore ancelle di Gesù nell'Eucaristia
- Suore ancelle di Maria Immacolata
- Suore benedettine samaritane della Croce di Cristo
- Suore carmelitane del Bambino Gesù
- Suore carmelitane missionarie
- Suore consolatrici del Sacro Cuore di Gesù
- Suore degli Angeli
- Suore del Santo Nome di Gesù
- Suore dell'Immacolata Concezione della Beata Vergine Maria
- Suore della Beata Vergine Maria della Misericordia
- Suore della Famiglia di Betania
- Suore della misericordia di San Carlo Borromeo
- Suore della Divina Provvidenza
- Suore della milizia di Maria Immacolata
- Suore della Passione di Nostro Signore Gesù Cristo
- Suore della Risurrezione di Nostro Signore Gesù Cristo
- Suore della Sacra Famiglia di Nazareth
- Suore della Santissima Anima di Nostro Signore Gesù Cristo
- Suore di Gesù misericordioso
- Suore di San Domenico di Cracovia
- Suore di San Felice da Cantalice
- Suore di San Giuseppe di Cracovia
- Suore di San Michele Arcangelo
- Suore di Santa Caterina Vergine e Martire
- Suore di Santa Elisabetta
- Suore di Santa Teresa del Bambin Gesù
- Suore domenicane missionarie di Gesù e Maria
- Suore figlie del Cuore Purissimo di Maria
- Suore figlie di Maria Immacolata
- Suore francescane degli afflitti
- Suore francescane della famiglia di Maria
- Suore francescane della penitenza e della carità cristiana
- Suore francescane milizia dell'Immacolata
- Suore francescane missionarie di Maria
- Suore missionarie dell'apostolato cattolico
- Suore missionarie della Sacra Famiglia
- Suore missionarie di San Pietro Claver
- Suore missionarie pie madri della Nigrizia
- Suore missionarie Verbum Dei
- Suore orsoline del Sacro Cuore di Gesù Agonizzante
- Suore ospedaliere del Sacro Cuore di Gesù
- Suore piccole ancelle della Beata Vergine Maria Immacolata
- Suore riparatrici del Santo Volto
- Suore scolastiche di Nostra Signora
- Suore vestiarie di Gesù
- Vergini della Presentazione della Beata Vergine Maria

## Galleria d'immagini

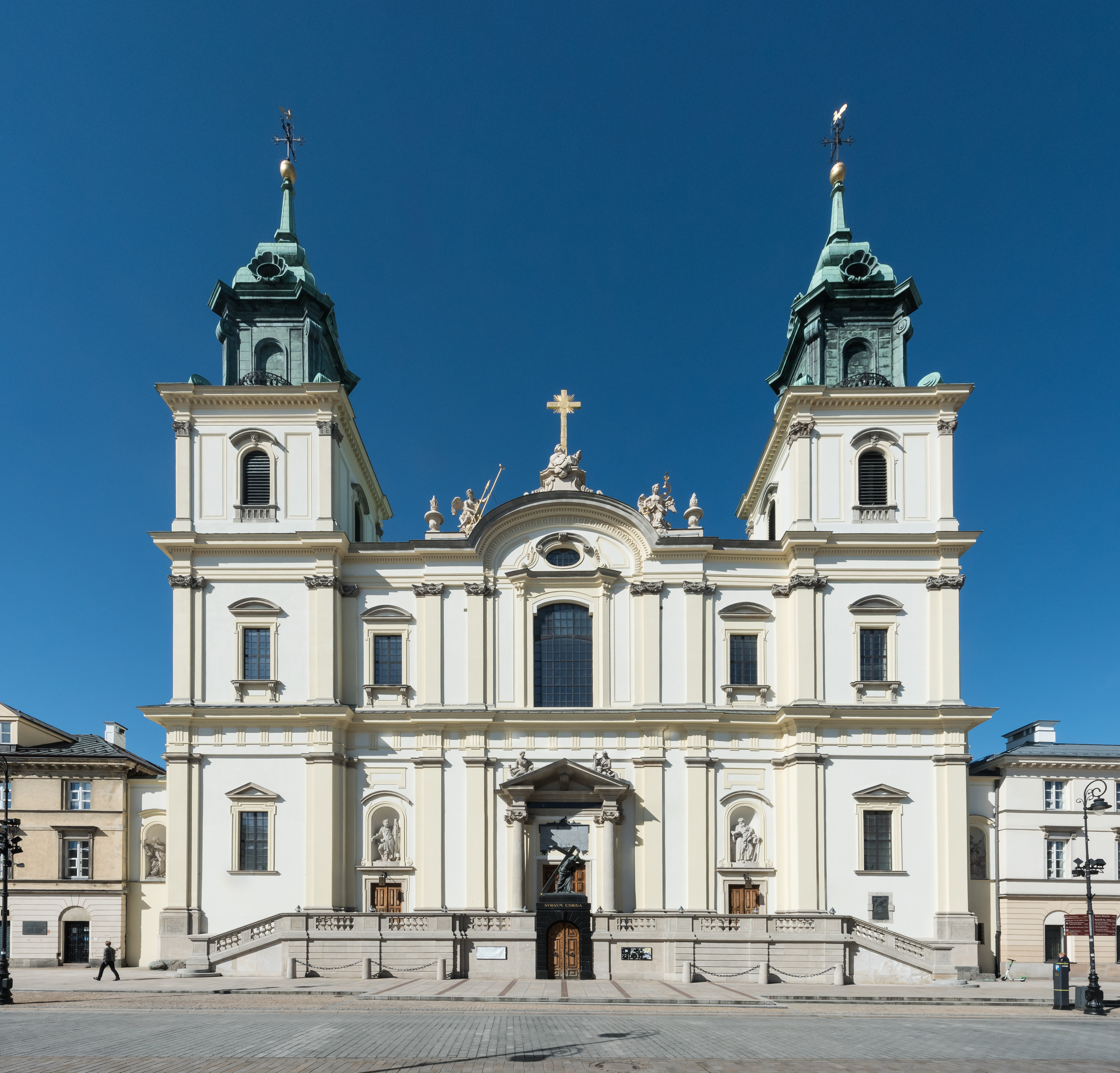
La basilica della Santa Croce
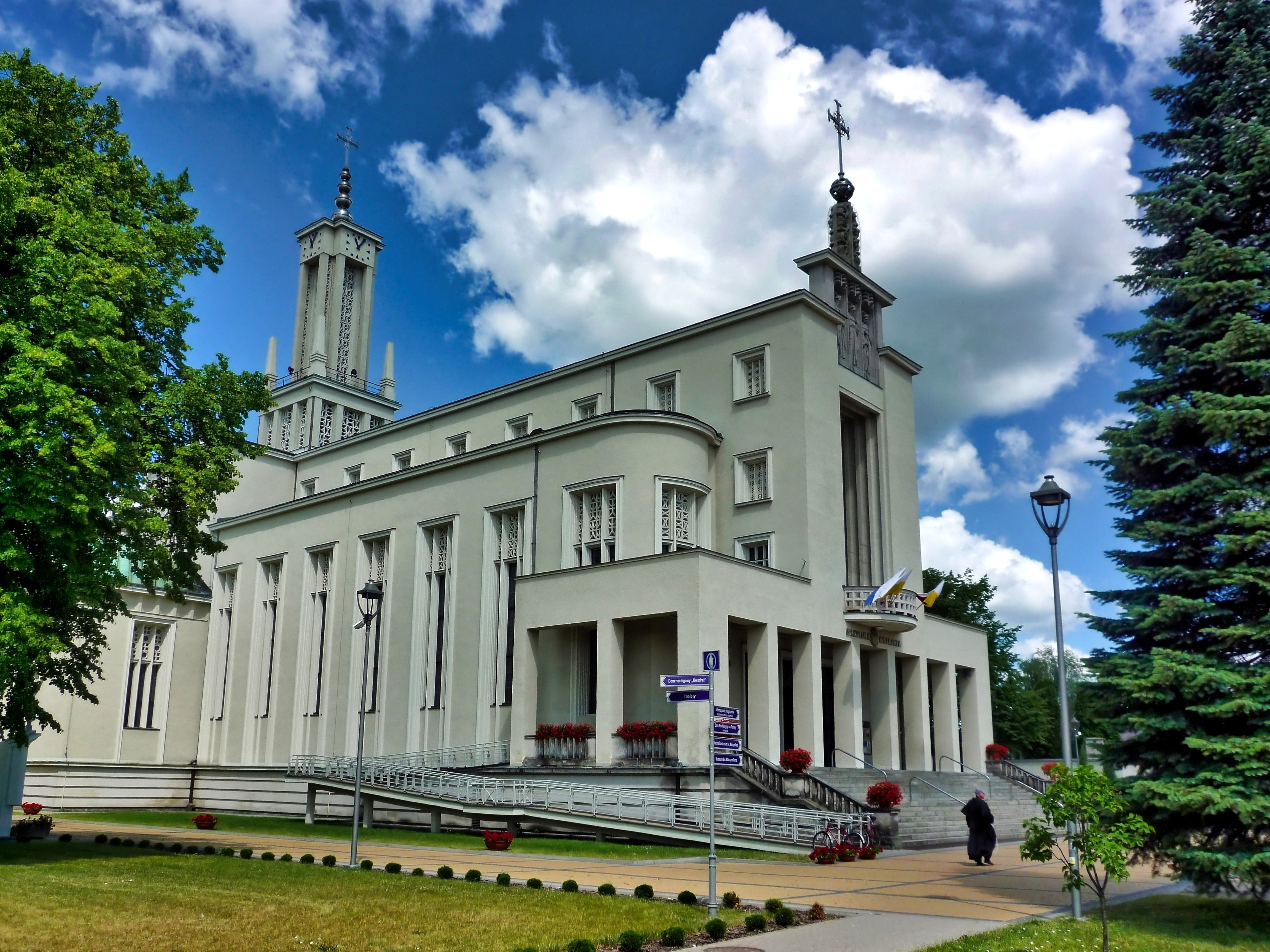
La basilica dell'Immacolata
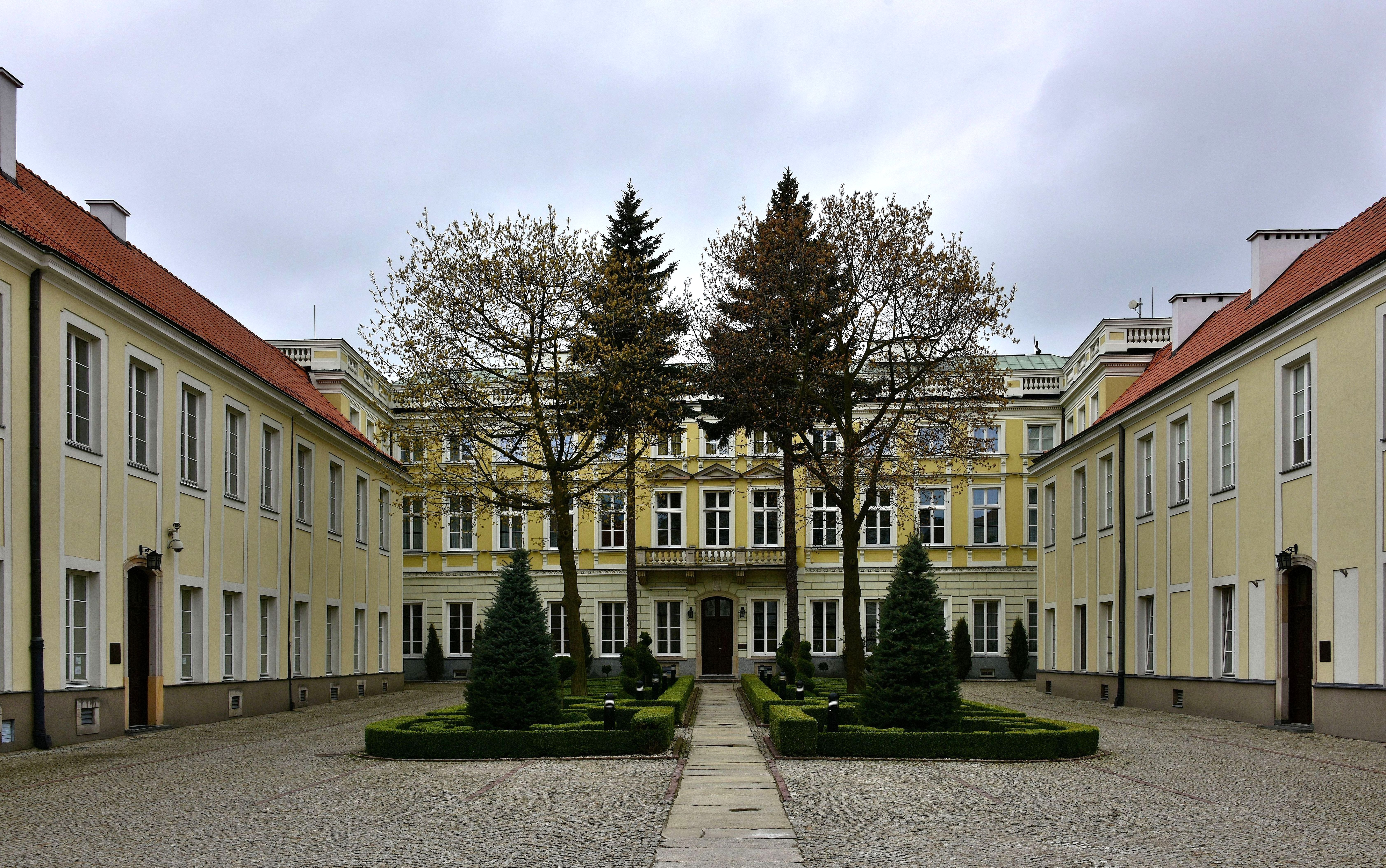
Il palazzo arcivescovile
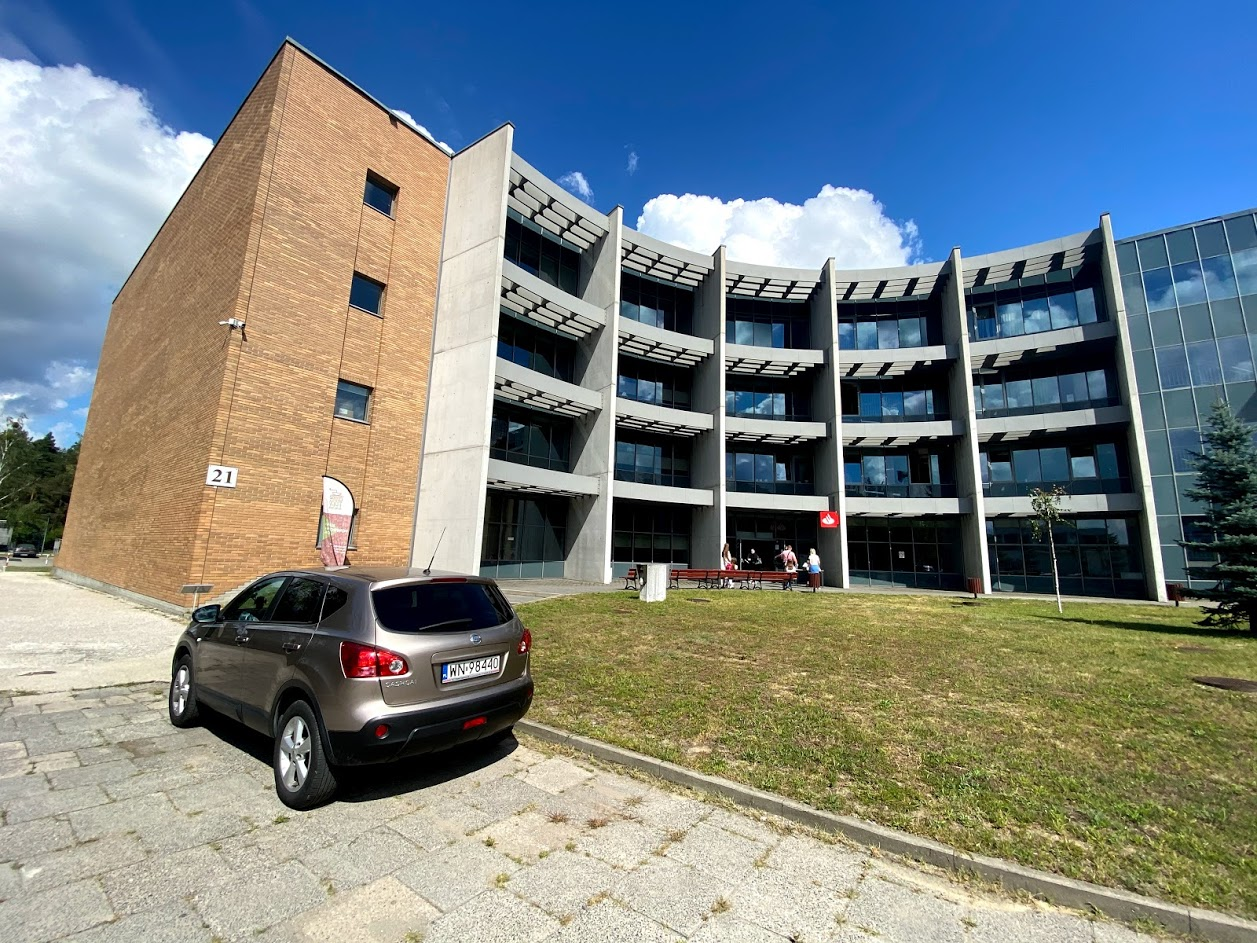
Università Cardinale Wyszyński di Varsavia
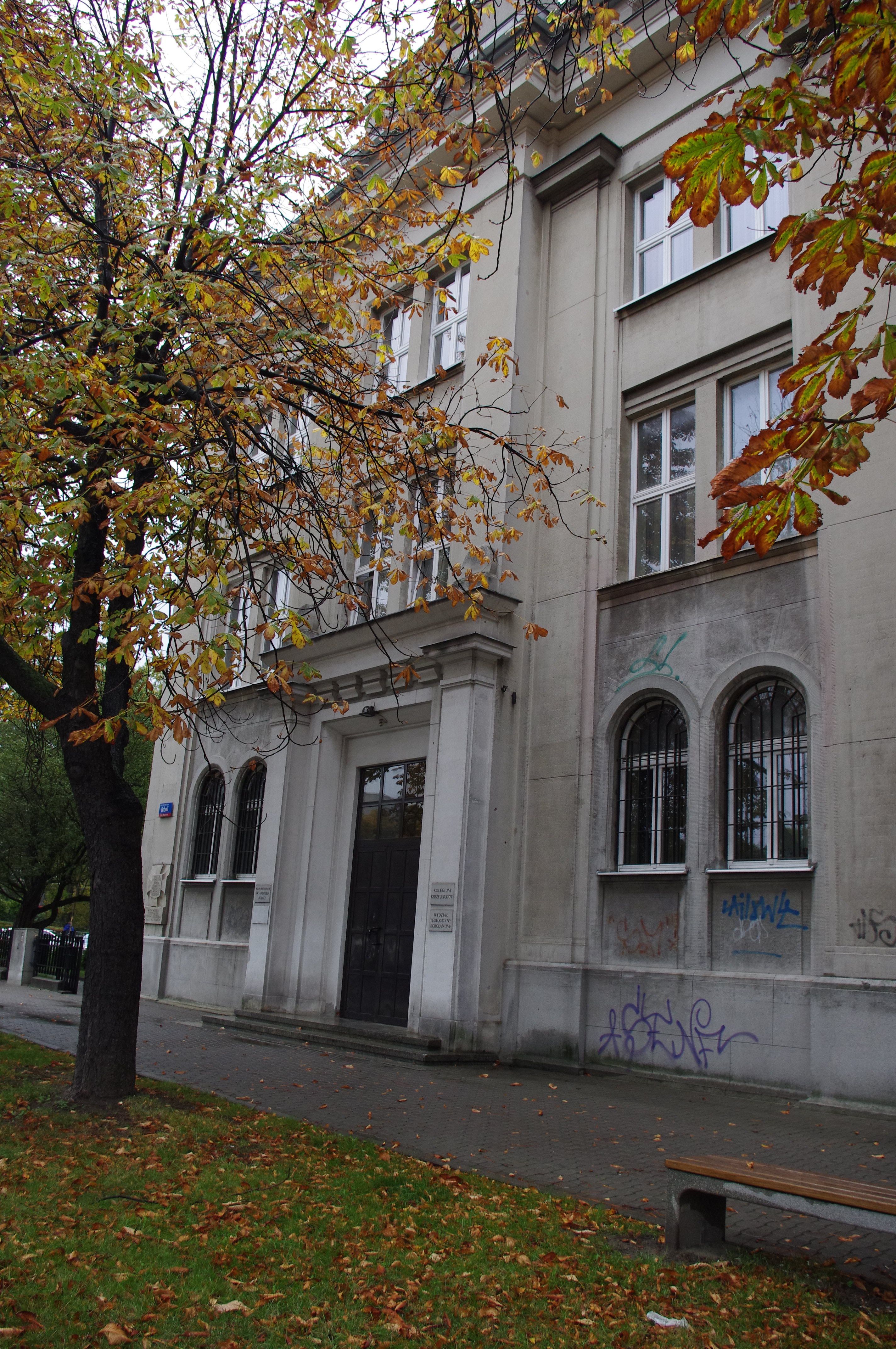
L'accademia cattolica di Varsavia
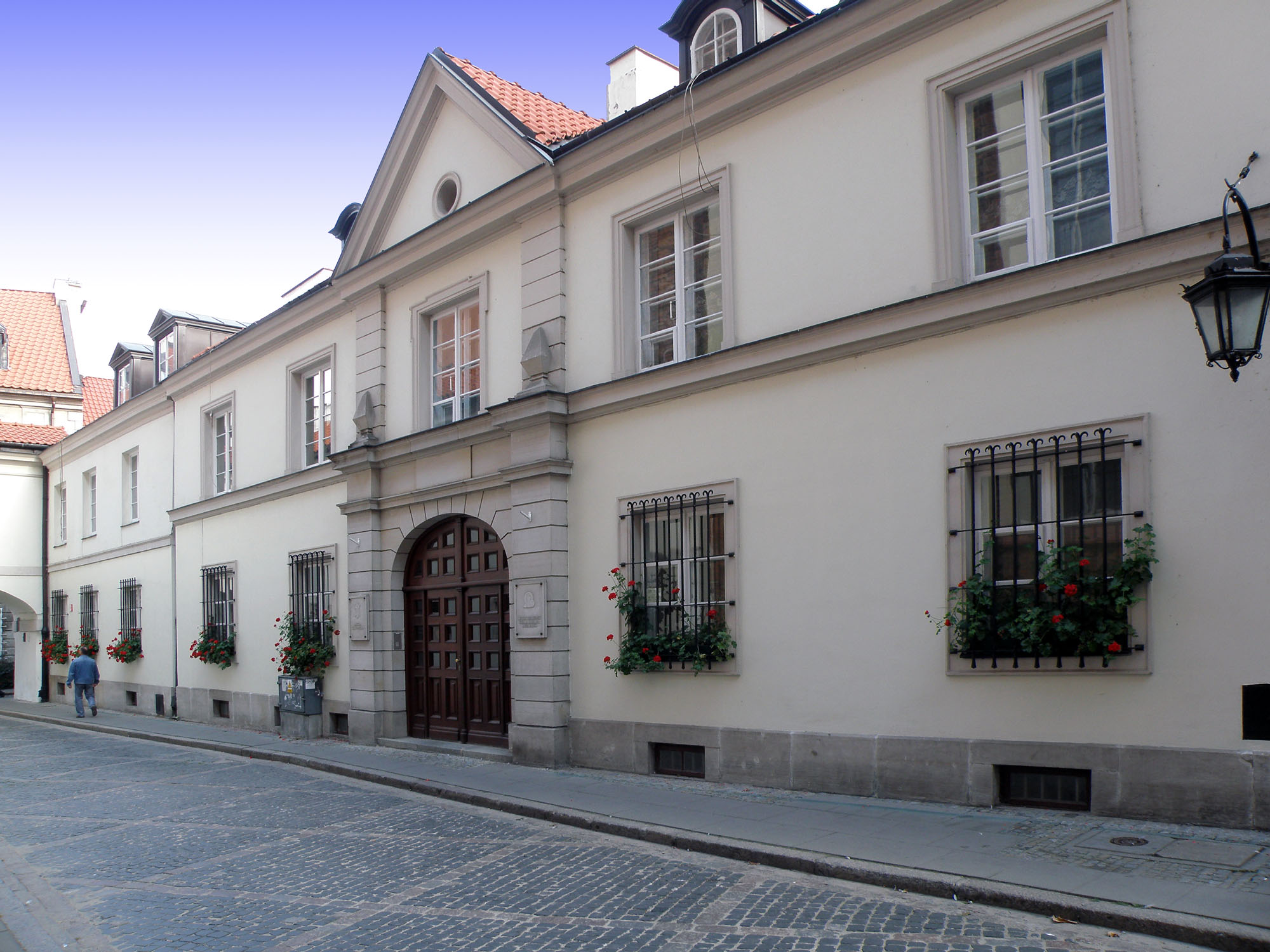
La sede del museo arcivescovile